# Маланкрав (Сибињ)
Маланкрав (рум. Mălâncrav) насеље је у Румунији у округу Сибињ у општини Ласља. Oпштина се налази на надморској висини од 433 m.

## Становништво
Према подацима из 2002. године у насељу је живело 1027 становника.

### Попис2002.
| Расподела становништва по националности 2002.‍ | Расподела становништва по националности 2002.‍ | Расподела становништва по националности 2002.‍ | Расподела становништва по националности 2002.‍ | Расподела становништва по националности 2002.‍ |
| --------------------------------------------- | --------------------------------------------- | --------------------------------------------- | --------------------------------------------- | --------------------------------------------- |
|                                               |                                               |                                               |                                               |                                               |
| Румуни                                        | Румуни                                        |                                               | 560                                           | 54,5%                                         |
| Мађари                                        | Мађари                                        |                                               | 9                                             | 0,9%                                          |
| Роми                                          | Роми                                          |                                               | 291                                           | 28,3%                                         |
| Немци                                         | Немци                                         |                                               | 167                                           | 16,3%                                         |